# Karlovačko

Logo Karlovačko Bier

Karlovačko (offiziell kroatisch Karlovačko pivo) ist eine der bekanntesten Biermarken Kroatiens und die Hauptmarke der Brauerei Karlovačka pivovara in Karlovac, in der das Bier seit 1854 gebraut wird. Die Brauerei gehört seit 2003 zur Heineken Group.
Das Lagerbier Karlovačko svijetlo („helles Karlovačko“) wird weltweit exportiert und wurde mehrfach mit dem Monde Selection Gold Award ausgezeichnet, zuletzt 2023. Auf der internationalen Fachmesse Drinktec, die 2005 in München stattfand, wurde das Karlovačko svijetlo ebenfalls mit einer Goldmedaille ausgezeichnet. Daneben produziert die Brauerei unter dem Markennamen dunkles Karlovačko crno, Karlovačko zimsko („Winterbier“) und alkoholfreies Bier.
Jeden Sommer von Ende August bis Anfang September finden in Karlovac die Karlstädter Biertage statt (kroat. Karlovački dani piva). Die Biertage zählen zu den jährlich stattfindenden Großereignissen in Kroatien. Zahlreiche bekannte Musikgruppen und Kabarettisten treten während dieses Festivals auf.